# Новый Камерун

Условные обозначения
в составе Германского Камеруна с 1884 года, оккупирован Францией и Великобританией в 1916 году, в 1919 году передан Франции, с 1960 - часть Камеруна
в составе Германского Камеруна с 1884 года, оккупирован Францией и Великобританией в 1916 году, в 1919 году передан Великобритании, с 1960-х годов является частью Нигерии
в составе Германского Камеруна с 1884 года, оккупирован Францией и Великобританией в 1916 году, в 1919 году передан Великобритании, с 1960-х годов является частью Камеруна
в составе Германского Камеруна с 1884 года, в 1911 году передан Франции, с 1960 года часть Чада
Новый Камерун, переданный Францией Германии в 1911 году, оккупирован Францией и Великобританией в 1916 году, в 1919 году передан Франции, с 1960-х годов является частями Чада, ЦАР, Конго и Габона

Новый Камерун (нем. Neukamerun) — название территорий в Центральной Африке, присоединённых к колонии Германский Камерун в 1911 году в результате урегулирования Агадирского кризиса.
Теодор Зайц, ставший в 1907 году губернатором Камеруна, ратовал за получение части территорий Французского Конго. Связано это было с тем, что единственной крупной рекой, вытекавшей из германских владений в Центральной Африке, была река Конго, и присоединение территорий, лежащих восточнее, позволило бы лучше пользоваться этим водным маршрутом.
В 1911 году (когда губернатором Камеруна был уже Отто Гляйм), во время урегулирования Агадирского кризиса, Франция согласилась передать Германии часть Французского Конго в обмен на признание Германией прав Франции в Марокко и передаче Германией Франции северо-восточной части Камеруна, лежащей между реками Логон и Шари. В результате территория германской колонии Камерун выросла с 465.000 км² до 760.000 км². Этот обмен территориями вызвал споры в Германии: противники утверждали, что новоприобретённые территории имеют небольшую ценность.
Во время Первой мировой войны Франция вернула утраченные территории; в настоящее время они являются частью государств Чад, Центральноафриканская Республика, Республика Конго и Габон.